# أوكلاند (أوريغون)
أوكلاند (بالإنجليزية: Oakland, Oregon)‏ هي مدينة تقع في مقاطعة دوغلاس بولاية أوريغون في الولايات المتحدة. تبلغ مساحة هذه المدينة 1.89 (كم²)، وترتفع عن سطح البحر 131.1 م، بلغ عدد سكانها 927 نسمة في عام 2010 حسب إحصاء مكتب تعداد الولايات المتحدة.

## التركيبة السكانية
قام مكتب تعداد الولايات المتحدة بتحديد بيانات التركيبة السكانية لأوكلاند في تعداد الولايات المتحدة. في ما يلي، التركيبة السكانية حسب تعدادي 2000 و2010.

### تعداد عام 2000
بلغ عدد سكان أوكلاند 954 نسمة بحسب تعداد عام 2000، وبلغ عدد الأسر 377 أسرة وعدد العائلات 257 عائلة مقيمة في المدينة. في حين سجلت الكثافة السكانية 1,340.8 نسمة لكل ميل مربع (517.7/كم2). وبلغ عدد الوحدات السكنية 404 وحدة بمتوسط كثافة قدره 567.8 نسمة لكل ميل مربع (219.2/كم2).
وتوزع التركيب العرقي للمدينة بنسبة 93.82% من البيض و 1.99% من الأمريكيين الأصليين و 0.10% من الأمريكيين ذوي الأصول الآسيوية و 0.21% من سكان جزر المحيط الهادئ و 0.21% من الأمريكيين الأفارقة و 0.10% من الأعراق الأخرى و 3.56% من عرقين مختلطين أو أكثر. فيما شكل الهسبانيون أو اللاتينيون من أي عرق نسبة 3.35% من السكان.
بلغ عدد الأسر 377 أسرة كانت نسبة 34.0% منها لديها أطفال تحت سن الثامنة عشر تعيش معهم، وبلغت نسبة الأزواج القاطنين مع بعضهم البعض 55.7% من أصل المجموع الكلي للأسر، ونسبة 9.5% من الأسر كان لديها معيلات من الإناث دون وجود شريك، وكانت نسبة 31.8% من غير العائلات. تألفت نسبة 23.3% من أصل جميع الأسر من أفراد ونسبة 9.0% كانوا يعيش معهم شخص وحيد يبلغ من العمر 65 عاماً فما فوق. وبلغ متوسط حجم الأسرة المعيشية 3.06، أما متوسط حجم العائلات فبلغ 2.53.
بلغ العمر الوسطي للسكان 40 عاماً. وكانت نسبة 8.0% بين الثامنة عشر والأربعة وعشرون عاماً، ونسبة 24.4% كانت واقعةً في الفئة العمرية ما بين الخامسة والعشرون حتى والأربعة وأربعون عاماً، ونسبة 26.0% كانت ما بين الخامسة والأربعون حتى الرابعة والستون، ونسبة 15.1% كانت ضمن فئة الخامسة والستون عاماً فما فوق. يوجد لكل 100 أنثى 97.1 ذكر، ويوجد لكل 100 أنثى في الثامنة عشر من عمرها فما فوق 98.0 ذكر.

### تعداد عام 2010
بلغ عدد سكان أوكلاند 927 نسمة بحسب تعداد عام 2010، وبلغ عدد الأسر 380 أسرة وعدد العائلات 256 عائلة مقيمة في المدينة. في حين سجلت الكثافة السكانية 1,269.9 نسمة لكل ميل مربع (490.3/كم2). وبلغ عدد الوحدات السكنية 412 وحدة بمتوسط كثافة قدره 564.4 لكل ميل مربع (217.9/كم2).
وتوزع التركيب العرقي للمدينة بنسبة 94.2% من البيض و 1.4% من الأمريكيين الأصليين و 0.3% من الأمريكيين ذوي الأصول الآسيوية و 0.1% من الأمريكيين الأفارقة و 2.8% من عرقين مختلطين أو أكثر.
بلغ عدد الأسر 380 أسرة كانت نسبة 31.8% منها لديها أطفال تحت سن الثامنة عشر تعيش معهم، وبلغت نسبة الأزواج القاطنين مع بعضهم البعض 46.1% من أصل المجموع الكلي للأسر، ونسبة 13.4% من الأسر كان لديها معيلات من الإناث دون وجود شريك، بينما كانت نسبة 7.9% من الأسر لديها معيلون من الذكور دون وجود شريكة وكانت نسبة 32.6% من غير العائلات. وبلغ متوسط حجم الأسرة المعيشية 2.89، أما متوسط حجم العائلات فبلغ 2.44.
بلغ العمر الوسطي للسكان 40.8 عاماً. وكانت نسبة 23.6% من القاطنين تحت سن الثامنة عشر، وكانت نسبة 9% بين الثامنة عشر والأربعة وعشرون عاماً، ونسبة 21.9% كانت واقعةً في الفئة العمرية ما بين الخامسة والعشرون حتى والأربعة وأربعون عاماً، ونسبة 31.2% كانت ما بين الخامسة والأربعون حتى الرابعة والستون، ونسبة 14.1% كانت ضمن فئة الخامسة والستون عاماً فما فوق. وتوزع التركيب الجنسي للسكان بنسبة 50.2% ذكور و49.8% إناث.

## وصلات خارجية
- www.makewebs.com/oakland
- The US50 - Cities and Towns in Oregon State